# 박정모
박정모(朴正模, 1927년 3월 20일 ~ 2010년 5월 6일)는 대한민국의 군인이다. 한국 전쟁에 참전하여 9·28 서울 수복 당시 중앙청에 태극기를 게양한 것으로 유명하다. 해병 대령으로 예편했다.

## 생애
1927년 3월 20일 전라남도 신안군(1927년 당시 무안군) 도초면에서 3남 1녀 중 막내로 출생하였다. 1944년 일본 후쿠오카 오리오사범학교를 졸업하고 1945년 1월 다나베 해병단에 입대했다가 8월 15일 일본 천황의 항복 방송을 듣고 부대를 탈출해 밀선을 타고 귀국했다.
1946년 해군 신병 1기로 입대하여 여순사건과 제주4.3사건 작전에 참가하고 1950년 1월 해병대 간부후보생 1기 해병 소위로 임관했다. 1950년 9월 27일 해병 제2대대 제6중대 1소대장(소위)으로 서울수복작전에 참가하였다. 치열한 교전 중에 중앙청에 진입하여 이등병조(하사) 양병수(梁炳洙), 견습수병 최국방(崔國方)·정영검(鄭永儉) 등 3명과 함께 오전 6시 10분께 서울이 조선인민군에 의해 피탈된 지 92일 만에 중앙청 옥상에 걸려있던 인공기를 걷어내고 태극기를 다시 게양했다. 미국 트루먼 대통령도 "세인에게 알려지지 않은 숨은 공훈"이라는 요지의 표창장을 한국 해병대에 전달하여 공로를 치하했다. 이후 원산 상륙 작전과 화천댐 탈환작전 등에 참가하였고 1952년 대위로 진급하고 연대 작전장교가 되었다. 1961년 대령으로 예편했다.
2010년 5월 6일 향년 83세로 별세해 대전현충원에 안장됐다.

## 상훈
을지무공훈장, 충무무공훈장, 화랑무공훈장, 국방부장관 표창을 수상했다.

## 참고 문헌
- 국가보훈처
- 연합뉴스
- 국립대전현충원
- 서울경제신문
- 한국민족문화대백과사전